# Montesa
Montesa è un comune spagnolo di 1 348 abitanti situato nella comunità autonoma Valenciana.
Nel suo territorio fu edificato il castello di Montesa, sede principale dell'Ordine di Montesa.